# Шалфей зелёный
Шалфей зелёный (лат. Sálvia víridis) — однолетнее растение, вид рода Шалфей (Salvia) семейства Яснотковые (Lamiaceae).

## Распространение и экология
Встречается в Северной Африке, Южной Европе, на Кавказе и Ближнем Востоке.
Произрастает по сухим каменистым склонам, на полях.

## Ботаническое описание
Растение высотой 10—40 см.
Стебель прямой, простой или от основания дважды ветвистый, по всей длине густо опушённый.
Листья эллиптические, продолговатые или яйцевидно-продолговатые, длиной 1,5—5 см, шириной 0,8—3,5 см, тупые, при основании округлые или слабо сердцевидные, по краю мелко городчатые, морщинистые, нижние длинно черешковые, верхние — коротко черешковые. Прицветные — ромбически-яйцевидные или яйцевидно-продолговатые, сидячие или коротко черешковые.
Соцветие простые, с 6—11 отстоящими друг от друга 4—6-цветковыми ложными мутовками; цветоножки широкие, толстые, эллиптические, густо опушённые; чашечка трубчатая, длиной 9—11 мм, 13-рёберная; венчик фиолетовый, с почти белой нижней губой, в полтора раза длиннее чашечки.
Орешки яйцевидно-эллипсоидальные, длиной 3 мм, шириной 1,5 мм, гладкие, тёмно-бурые.

## Классификация

### Таксономия
Вид Шалфей зелёный входит в род Шалфей (Salvia) подсемейства Котовниковые (Nepetoideae) семейства Яснотковые (Lamiaceae) порядка Ясноткоцветные (Lamiales).
|  |                                      |  |                                                             |                                                             |                      |  | ещё 21 семейство (согласно Системе APG II) | ещё 21 семейство (согласно Системе APG II)  |                                             |  |  |  | ещё 110—130 родов | ещё 110—130 родов  |  |  |
|  |                                      |  |                                                             |                                                             |                      |  | ещё 21 семейство (согласно Системе APG II) | ещё 21 семейство (согласно Системе APG II)  |                                             |  |  |  | ещё 110—130 родов | ещё 110—130 родов  |  |  |
|  |                                      |  |                                                             | порядок Ясноткоцветные                                      |                      |  |                                            |                                             | подсемейство Котовниковые                   |  |  |  |                   | вид Шалфей зелёный |  |  |
|  |                                      |  |                                                             | порядок Ясноткоцветные                                      |                      |  |                                            |                                             | подсемейство Котовниковые                   |  |  |  |                   | вид Шалфей зелёный |  |  |
|  | отдел Цветковые, или Покрытосеменные |  |                                                             |                                                             | семейство Яснотковые |  |                                            |                                             | род Шалфей                                  |  |  |  |                   |                    |  |  |
|  | отдел Цветковые, или Покрытосеменные |  |                                                             |                                                             |                      |  |                                            |                                             |                                             |  |  |  |                   |                    |  |  |
|  |                                      |  | ещё 44 порядка цветковых растений (согласно Системе APG II) | ещё 44 порядка цветковых растений (согласно Системе APG II) |                      |  |                                            | ещё 7 подсемейств (согласно Системе APG II) | ещё 7 подсемейств (согласно Системе APG II) |  |  |  | ещё 700—900 видов |                    |  |  |
|  |                                      |  |                                                             | ещё 44 порядка цветковых растений (согласно Системе APG II) |                      |  |                                            |                                             | ещё 7 подсемейств (согласно Системе APG II) |  |  |  |                   |                    |  |  |